# Dmitrij Kozłow (konstruktor)
Dmitrij Iljicz Kozłow (ros. Дмитрий Ильич Козлов, ur. 1 października 1919 w stanicy Tichorieckaja (obecnie Tichorieck), zm. 7 marca 2009 w Samarze) – radziecki konstruktor rakiet, dwukrotny Bohater Pracy Socjalistycznej (1961 i 1979).

## Życiorys
Od 1937 studiował w Leningradzkim Instytucie Wojskowo-Mechanicznym, 1 lipca 1941 wstąpił ochotniczo do leningradzkiego pospolitego ruszenia, brał udział w walkach, 10 sierpnia 1941 został ranny. Po wyleczeniu służył w batalionie 2 Armii Uderzeniowej na Froncie Wołchowskim, w listopadzie 1943 skończył kursy oficerskie i został dowódcą plutonu, w styczniu-lutym 1944 uczestniczył w operacji leningradzko-nowogrodzkiej, w której został ciężko ranny. Od maja 1944 ponownie walczył na froncie, dowodził plutonem 173 pułku piechoty 90 Dywizji Piechoty 21 Armii Frontu Leningradzkiego, 12 lipca 1944 w walkach na północ od Wyborgu został ciężko ranny i stracił lewą rękę, wobec czego we wrześniu 1944 został zdemobilizowany jako inwalida wojenny. Wznowił studia, które ukończył w grudniu 1945, później uczył się na kursach przy Moskiewskiej Wyższej Szkole Technicznej im. Baumana, od maja 1946 pracował jako inżynier konstruktor i szef grupy fabryki nr 88 Ministerstwa Uzbrojenia ZSRR w Kaliningradzie. Zajmował się opracowywaniem rakiet balistycznych dalekiego zasięgu, od czerwca 1951 pracował w OKB-1 Państwowego Komitetu Rady Ministrów ZSRR ds. techniki obronnej (w kwietniu 1958 został zastępcą jego głównego konstruktora), gdzie został głównym konstruktorem rakiety R-5 i pierwszej na świecie międzykontynentalnej rakiety balistycznej R-7. Współpracował z Siergiejem Korolowem. W styczniu 1961 został głównym konstruktorem filii nr 3 OKB-1 w Kujbyszewie (obecnie Samara). Odegrał istotną rolę w skonstruowaniu pierwszego statku kosmicznego Wostok 1, którym poleciał Jurij Gagarin. W styczniu 1967 został I zastępcą głównego konstruktora Centralnego Biura Konstruktorskiego (CKB) budowy maszyn eksperymentalnych oraz szefem i głównym konstruktorem kujbyszewskiej filii tego biura, od sierpnia 1974 do sierpnia 1983 był szefem i głównym konstruktorem Centralnego Specjalnego Biura Konstruktorskiego w Kujbyszewie, od sierpnia 1983 do kwietnia 1996 szefem i konstruktorem generalnym Centralnego Specjalnego Biura Konstruktorskiego, następnie dyrektorem generalnym i konstruktorem generalnym Centralnego Specjalnego Biura Konstruktorskiego-„Progress”. W 1968 otrzymał tytuł profesora, w 1970 doktora nauk technicznych, w 1984 został członkiem korespondentem Akademii Nauk ZSRR, 1943-1991 należał do WKP(b)/KPZR. Był honorowym obywatelem Samary i Tichoriecka.

## Odznaczenia i nagrody
- Złoty Medal „Sierp i Młot” Bohatera Pracy Socjalistycznej (dwukrotnie – 17 czerwca 1961 i 26 lipca 1979)
- Order Lenina (czterokrotnie – 20 kwietnia 1956, 29 lipca 1960, 17 czerwca 1961 i 26 lipca 1979)
- Order „Za zasługi dla Ojczyzny” II klasy (11 listopada 1994)
- Order Rewolucji Październikowej (26 kwietnia 1971)
- Order Wojny Ojczyźnianej I klasy (11 marca 1985)
- Order Czerwonej Gwiazdy (4 lipca 1944)
- Nagroda Leninowska (1957)
- Nagroda Państwowa ZSRR (dwukrotnie – 1976 i 1983)
- Nagroda Państwowa Federacji Rosyjskiej
- Złoty Medal Akademii Nauk ZSRR im. Kiełdysza
- Złoty Medal Rosyjskiej Akademii Nauk im. Korolowa (1996)

I medale.